# Delend lidwoord
Het delend lidwoord is een kwantor die wordt geplaatst voor een zelfstandig naamwoord dat naar een ontelbare of niet nader gespecificeerde hoeveelheid verwijst. 
Het delend lidwoord komt voor in enkele Romaanse talen, zoals het Frans en Italiaans. De betekenis komt gedeeltelijk overeen met die van de partitief in Fins-Oegrische talen en met het onbepaald lidwoord. 
Het delend lidwoord verwijst in het enkelvoud  altijd naar iets onbezields (meestal een stofnaam). Een delend lidwoord in het meervoud kan zowel naar stofnamen alsook naar bezielde zaken verwijzen.

## Voorbeelden

#### Frans
In het Frans wordt het delend lidwoord gevormd door een combinatie van "de ("van") + bepaald lidwoord (le, la of les):
- Je bois du (= de le) lait - "Ik drink (wat) melk".
- Je bois de la grenadine - "Ik drink (wat) grenadine".
- Je vois des moutons - "Ik zie (wat) schapen" (Deze zin kan ook in het Frans worden vertaald als "Je vois quelques moutons").

Na een wel nader bepaalde hoeveelheid en in ontkennende zinnen wordt het delend lidwoord zelf weggelaten. Alleen het voorzetsel de blijft in dit geval staan:
- Un kilo de tomates - "Een kilo tomaten".
- Une tasse de thé - "Een kop(je) thee".
- Je n' ai pas de livres - "Ik heb geen boeken".

Na de werkwoorden aimer, adorer, préférer en détester gebruik je altijd het lidwoord: le, la, l' of les. Dit geldt ook na een ontkenning.

#### Italiaans
In het Italiaans is het gebruik van een delend lidwoord in combinatie met het voorzetsel di ("van") optioneel. Het delend lidwoord wordt verder in grotendeels dezelfde contexten gebruikt als in het Frans:
- Ho mangiato (del) pane → "Ik heb (wat) brood gegeten".
- Ho bevuto (dell' ) acqua → "Ik heb (wat) water gedronken".

Een verschil met het Frans is dat het delend lidwoord in het Italiaans ook bij ontkenningen kan worden gebruikt:
- Non ho (dell' ) acqua → "Ik heb geen water".

Na een nader bepaalde hoeveelheid wordt in het Italiaans net als in het Frans het lidwoord weggelaten:
- Mezzo chilo di pomodori verdi - "Een halve kilo groene tomaten".

## Vertaling
In talen zonder delend lidwoord (zoals het Nederlands) wordt het delend lidwoord of helemaal niet vertaald, of weergegeven met een overeenkomende kwantor, zoals de constructie "wat + zelfstandig naamwoord".